# 不连续点
不连续点，又称间断点，分段点（英語：Discontinuities），通常是在單變數實变函數的環境下討論。令{\displaystyle E\subseteq \mathbb {R} ,~f:E\to \mathbb {R} }，且若{\displaystyle c\in \mathbb {R} }(不一定要在{\displaystyle E}中)，若{\displaystyle f}在{\displaystyle c}不連續，則稱{\displaystyle f}在那裡有個不連續點、{\displaystyle c}為一個{\displaystyle f}的不連續點。

## 分类
根据不同不连续点的性质，通常把不连续点分为两类：
1. 第一类不连续点： 
  1. 可去不连续点：不连续点两侧函数的极限存在且相等 。
  2. 跳跃不连续点：不连续点两侧函数的极限存在，但不相等；
2. 第二类不连续点：

不属于第一类不连续点的任何一种不连续点都属于第二类不连续点。第二类不连续点可以进一步分为无穷不连续点和震荡不连续点。

## 例子

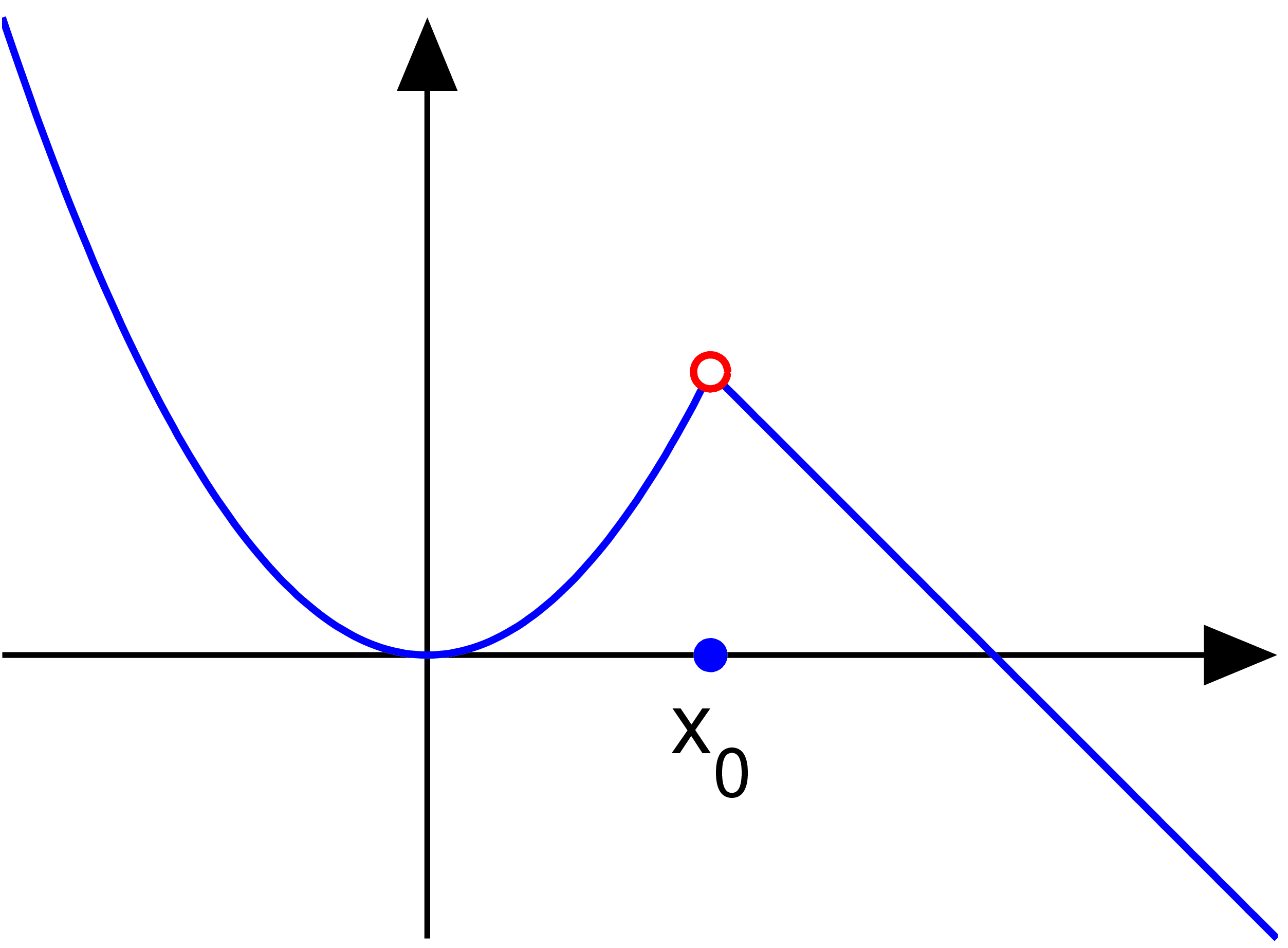
可去不连续点

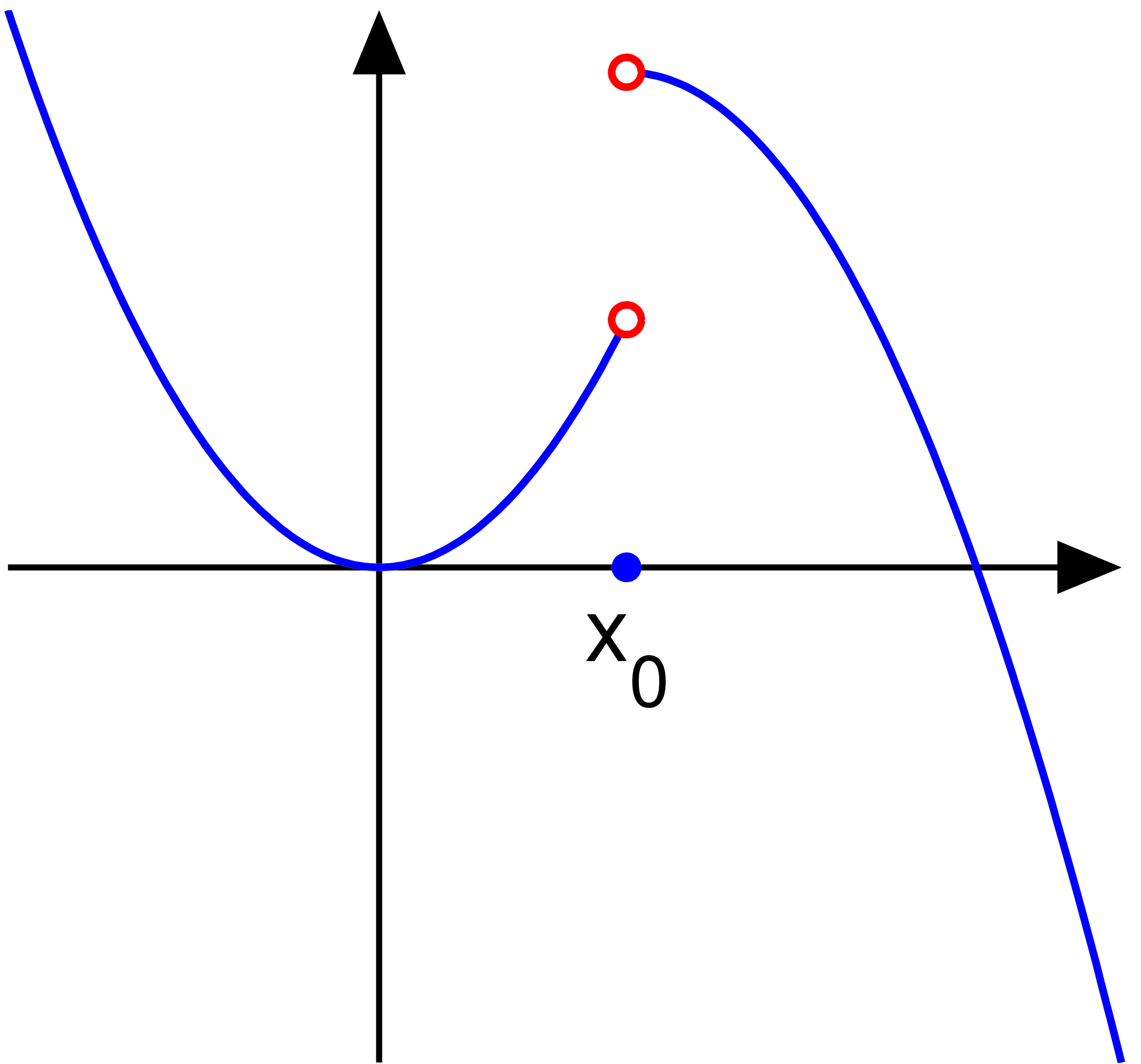
跳跃不连续点

第二类不连续点

1. 考虑以下函数：
{\displaystyle f(x)={\begin{cases}x^{2}&{\mbox{ for }}x<1\\0&{\mbox{ for }}x=1\\2-x&{\mbox{ for }}x>1\end{cases}}}
点{\displaystyle x_{0}=1}是可去不连续点。
2. 考虑以下函数：
{\displaystyle f(x)={\begin{cases}x^{2}&{\mbox{ for }}x<1\\0&{\mbox{ for }}x=1\\2-(x-1)^{2}&{\mbox{ for }}x>1\end{cases}}}
点{\displaystyle x_{0}=1}是跳跃不连续点。
3. 考虑以下函数：
{\displaystyle f(x)={\begin{cases}\sin {\frac {5}{x-1}}&{\mbox{ for }}x<1\\0&{\mbox{ for }}x=1\\{\frac {0.1}{x-1}}&{\mbox{ for }}x>1\end{cases}}}
点{\displaystyle x_{0}=1}是第二类不连续点，又称本性不连续点。